# Карин Кнап
Карин Кнап (на италиански: Karin Knapp) е италианска тенисистка, родена на 28 юни 1987 г.
Най-високото ѝ класиране в ранглистата за жени на WTA e 35 място, постигнато на 25 февруари 2008 г. В турнирите от Шлема в две последователни години достига 3 кръг на Ролан Гарос.